# Шёберг, Томас
Томас Шёберг (швед. Thomas Sjöberg; 6 июля 1952, Хельсингборг, Швеция) — шведский футболист, играл на позиции нападающего в клубах «Мальмё», «Карлсруэ», Аль-Иттихад (Джидда), «Чикаго Стинг», «Хельсингборг», «Лунд» и в национальной сборной Швеции. По завершении игровой карьеры — футбольный тренер.

## Клубная карьера
Родился 6 июля 1952 года в городе Хельсингборг. Воспитанник футбольной школы «Эскильсминне». 
Во взрослом футболе дебютировал в 1974 году выступлениями за команду клуба «Мальмё», в которой провёл два сезона, приняв участие в 75 матчах чемпионата. 
Впоследствии с 1976 по 1979 год играл в составе команд клубов «Карлсруэ», «Мальмё», «Аль-Васл» и «Чикаго Стинг». 
Своей игрой за последнюю команду вновь привлёк внимание представителей тренерского штаба клуба «Мальмё», в состав которого вернулся в 1979 году. На этот раз сыграл за команду из Мальмё следующие три сезона. Большинство времени, проведённого в составе «Мальмё», был основным игроком атакующего звена команды. В составе «Мальмё» был одним из главных бомбардиров команды, имея среднюю результативность на уровне 0,38 гола за игру. 
В течение 1983-1985 годов защищал цвета команды клуба «Хельсингборг». Завершил профессиональную игровую карьеру в клубе «Лунд», за команду которого выступал в течение 1989 года.

## Выступления за сборную
В 1974 году дебютировал в официальных матчах в составе национальной сборной Швеции. В течение карьеры в национальной команде, которая длилась 8 лет, провёл в форме главной команды страны 45 матчей, забив 14 голов. 
В составе сборной был участником чемпионата мира 1978 года в Аргентине.

## Карьера тренера
Начал тренерскую карьеру, вернувшись к футболу после небольшого перерыва, в 1997 году, возглавив тренерский штаб клуба «Янг Бойз», в котором проработал один год. 

## Достижения

### Мальмё
- Чемпион Швеции (3) : 1974, 1975, 1977